# Viconovo
Viconovo è una frazione di Ferrara di 550 abitanti, facente parte della Circoscrizione 4.
Il paese è situato sulla riva destra del Po di Volano e dista da Ferrara circa 12 km, estendendosi principalmente lungo la via Bertolda. La patrona del paese è l'Assunta che viene festeggiata con una fiera ogni 15 di agosto.
L'etimo del nome "Viconovo" potrebbe far pensare che la frazione sia di origine piuttosto recente, anche se in realtà Viconovo è molto antica. La prima notizia documentata dell'esistenza del paese è del 1071 quando il vescovo di Ferrara, Graziano, riceve in enfiteusi un fondo in Viconovo.
Nel 1183 Guglielmo degli Adelardi possiede proprietà in Viconovo.
Documenti del 1271 ci rivelano l'esistenza in loco di un castello che sono confermati da Guarino Guarini, anche se oggi il castello non è più presente.
La chiesa primitiva venne edificata rivolta ad occidente in stile tardo-romanico all'inizio del XIV secolo dalla famiglia Costabili che la dotò di buone rendite dedicandola all'Annunciazione di Nostra Signora. Nel 1590 la chiesa venne lasciata dai Costabili in giuspatronato alla famiglia Bevilacqua e nel Settecento la chiesa venne demolita quasi completamente per far posto alla nuova chiesa di più grandi dimensioni a croce greca nella maniera settecentesca.
Nel 1963 l'interno della chiesa venne abbellito con numerosi affreschi nell'abside e nel battistero ed all'interno sono custodite due tele rappresentanti il Calvario e la deposizione di Cristo risalenti al XVII secolo. Di proprietà della Parrocchia di Viconovo è anche il quadro dell'Assunta dipinto nella bottega dello Scarsellino di recente restauro.
In direzione di Albarea, adiacente l'argine del Volano, sorge la villa già dei Costabili che nel 1845 era di proprietà del vice console inglese in Ferrara, William Mac Alister che durante i venticinque anni di permanenza tra i ferraresi seppe imporsi alla tracotanza austriaca salvando Ferrara dal bombardamento che, nel 1849, il maresciallo Julius Jacob von Haynau avrebbe voluto effettuare per reprimere lo slancio patriottico della città. La sua villa di Viconovo conosciuta come villa Gaggia, non fa più parte della medesima famiglia.

## Monumenti e luoghi d'interesse
- Chiesa dell'Assunzione di Maria Santissima

| Controllo di autorità | VIAF (EN) 240128149 |